# Mobile ESPN
Mobile ESPN est un service américains d'informations sportives sur téléphone mobile. Il remplace l'opérateur de téléphonie mobile virtuel homonyme qui fait lui suite à un service identique, nommé ESPN Mobile, proposé par le réseau de chaînes télévisées et de radio ESPN. 
Ce service a été révélé en octobre 2004 et officialisé le 1er décembre 2004 sous le nom ESPN Mobile comme simple fil d'information disponible sur les téléphones mobiles puis doit devenir un opérateur virtuel en juin 2006. 80 kiosques devront ouvrir à partir de cette date à travers les États-Unis et proposaient conjointement les offres Mobile ESPN et Disney Mobile. Disney a investi près de 150 millions de dollars
Disney, la maison mère d'ESPN, prévoyait de vendre des téléphones Mobile ESPN, fabriqué par Sanyo Electric Co. et d'utiliser le réseau américain de Sprint Nextel Corp. 
Le 28 septembre 2006, la presse relayait l'information qu'ESPN allait arrêter le service de téléphonie en fin de l'année. Mais ESPN annonce par la suite qu'il proposera à un opérateur une licence d'exploitation au lieu de l'exercer directement.
Le 8 février 2007 Disney et ESPN annonce que la licence sera octroyée en exclusivité à Verizon Wireless au travers de son offre : $15 per month V CAST pour 15$ par mois. De plus la chaîne ESPN sera disponible sur le service MediaFLO mobile TV de Qualcomm.